# Sakamoto Kazuto
Kazuto Sakamoto (sinh ngày 24 tháng 9 năm 1991) là một cầu thủ bóng đá người Nhật Bản.

## Sự nghiệp câu lạc bộ
Kazuto Sakamoto đã từng chơi cho FC Gifu, FC Kariya và FC Osaka.